# Тихоокеанський регіон

Країни Тихоокеанського регіону залиті синім

Тихоокеанський регіон, Тихоокеанське кільце (англ. Pacific Rim) — економічний термін, узагальнююча назва країн, що мають прямий вихід до Тихого океану, а також островів, що знаходяться в ньому. Регіон майже збігається з Тихоокеанським вулканічним вогненним кільцем.
У регіоні розташована низка великих міжнародних та громадських організацій: АТЕС , Центр «Схід—Захід» , Інститут Тихоокеанського басейну, Інститут Азійських досліджень .

## Список країн
| - Східна Азія - Росія (тільки Далекий Схід) - Японія - Північна Корея - Південна Корея - КНР (тільки Східний Китай) - Гонконг - Макао - Тайвань - Південно-Східна Азія - В'єтнам - Камбоджа - Таїланд - Малайзія - Сінгапур - Бруней - Індонезія - Філіппіни - Східний Тимор | - Океанія (суверенні держави) - Австралія - Палау - Федеративні Штати Мікронезії - Папуа Нова Гвінея - Соломонові Острови - Науру - Маршаллові Острови - Вануату - Нова Зеландія - Тувалу - Фіджі - Кірибаті - Тонга - Самоа - Ніуе - Острови Кука | - Океанія (залежні території) - Зовнішні территорії Австралії - Острів Норфолк - Королівство Нової Зеландії - Токелау - Заморські володіння Франції - Нова Каледонія - Волліс і Футуна - Французька Полінезія - Британські заморські території - Піткерн - Острівні території США - Північні Маріанські Острови - Гуам - Американське Самоа - США - Гаваї - Островне Чилі - Острів Пасхи | - Північна Америка - Канада (тільки Західна Канада) - США (тільки Західні США і Аляска) - Мексика - Центральна Америка - Гватемала - Сальвадор - Гондурас - Нікарагуа - Коста-Рика - Панама - Південна Америка - Колумбія - Еквадор - Перу - Чилі |

## Список портів
У Тихоокеанському регіоні дуже розвинені міжнародні водні перевезення. Десять найбільш завантажених контейнерних портів світу, за винятком дубайського порту Джабаль-Алі (9 місце), знаходяться в регіоні. Тут розташовані 29 із 50 найбільш завантажених портів контейнерних перевезень у світі. Нижче наведено ці 29 портів.
У дужках після назви порту вказано місце, яке він займає у списку "Найбільш завантажені вантажні порти світу".
| - Південна Корея - Пусан (5) - Японія - Йокогама (36) - Токіо (25) - Нагоя (47) - Кобе (49) - Тайвань - Гаосюн (12) - Гонконг - Гонконг (3) | - КНР - Шанхай (1) - Шеньчжень (4) - Нінбо—Чжоушань (6) - Гуанчжоу (7) - Циндао (8) - Тяньцзінь (10) - Сяминя (19) - Далянь (21) - Ляньюньган (30) - Инкоу (34) | - Філіппіни - Маніла (37) - В'єтнам - Сайгон (28) - Таїланд - Лаем-Чабанг (22) - Малайзія - Порт-Кланг (13) - Танджунг-Пелепас (16) - Сінгапур - Сінгапур (2) | - Індонезія - Танджунг-Пріок (24) - Сурабая (38) - Канада - Ванкувер (50) - США - Лос-Анджелес (17) - Лонг-Біч (18) - Сіетл/Такома (48) - Панама - Бальбоа (43) |